# Battaglia di Brihuega
La battaglia di Brihuega venne combattuta nel dicembre 1710 nell'ambito della guerra di successione spagnola durante la ritirata delle forze filo-asburgiche da Madrid a Barcellona. La retroguardia britannica guidata da Lord Stanhope venne sorpresa e sconfitta nei pressi di Brihuega dall'esercito franco-spagnolo comandato dal duca di Vendôme

## Contesto
Dopo le vittorie nella battaglia di Almenara (27 luglio 1710) e di Saragozza (20 agosto), le forze filo-asburgiche che sostenevano le pretese dell'arciduca Carlo sul trono di Spagna entrarono a Madrid il 21 settembre.
All'inizio di novembre tuttavia l'esercito spagnolo guidato dal marchese di Valdecañas cacciò l'arciduca dalla città costringendo le sue truppe – che erano divise in due tronconi, uno guidato dal generale Guido von Starhemberg e l'altro da Lord Stanhope - a ritirarsi verso la Catalogna.

## La battaglia
Il duca di Vendôme raggiunse la retroguardia guidata da Lord Stanhope l'8 dicembre 1710 mentre questi si trovava nella città di Brihuega.
Vendôme fece bombardare le mura della città e ordinò l'attacco. Stanhope inferiore per uomini e mezzi non ebbe altra scelta che capitolare. Dopo la resa, lui ed il suo esercito, vennero fatti prigionieri e furono liberati nell'ottobre del 1711 nell'ambito di un accordo per lo scambio di prigionieri.

## Conseguenze
Poco dopo aver ottenuto questa vittoria Vendôme venne a sapere che von Staremberg stava arrivando in soccorso di Lord Stanhope e decise di andargli incontro. Il 10 dicembre i due eserciti si affrontarono nella battaglia di Villaviciosa che vide una nuova importante vittoria per le forze franco-spagnole che costrinsero von Staremberg a ritirarsi.